# Mimi Island
Mimi Island, auch Mimi Islet genannt, ist eine kleine Koralleninsel im Nordosten des Archipels der Torres-Strait-Inseln. Die unbewohnte Insel ist 800 Meter lang, 290 Meter breit und liegt im Westen einer fast kreisrunden Riffplattform.
Die Insel liegt im Süden der Bourke-Inseln, neun Kilometer südöstlich von Aukane Island. Vier Kilometer östlich von Mimi befindet sich ein kleineres Korallenriff.